# Pièce commémorative de 1 dollar américain McKinley Birthplace Memorial
La pièce commémorative de 1 dollar américain McKinley Birthplace Memorial est frappée par la Monnaie des États-Unis en 1916 et 1917, représentant le 25e président des États-Unis, William McKinley. L'avers de la pièce est conçu par Charles E. Barber, graveur en chef de la Monnaie, et le revers par son assistant, George T. Morgan. Comme McKinley est sur une version du dollar de l'Exposition universelle de 1904 datée de 1903, la sortie de 1916 fait de lui la première personne à figurer sur deux émissions de pièces américaines.
Les pièces doivent être vendues à un prix majoré pour financer le Mémorial national du lieu de naissance de McKinley (en) à Niles, en Ohio, et sont vendues par le groupe qui le construit. L'émission est initialement proposée comme un dollar en argent ; cela est changé lorsqu'il est réalisé qu'il ne serait pas approprié d'honorer un président qui a soutenu l'étalon-or avec une telle pièce. Les pièces sont mal promues et ne se vendent pas bien. Malgré une émission autorisée de 100 000 exemplaires, seulement 30 000 sont frappées. Parmi celles-ci, 20 000 sont vendues, dont beaucoup à un prix réduit au négociant en pièces du Texas, B. Max Mehl. Les 10 000 pièces restantes sont renvoyées à la Monnaie pour être fondues.

## Contexte

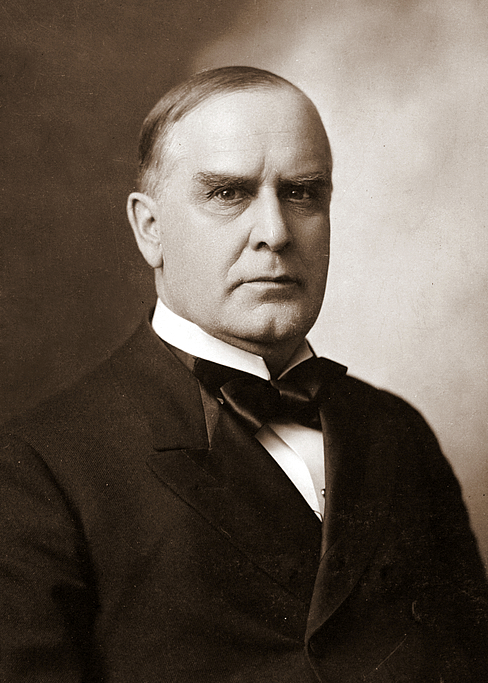
William McKinley en 1896

William McKinley naît à Niles, dans l'Ohio, en 1843. Il quitte l'université pour travailler comme enseignant et s'enrôle dans l'armée de l'Union lorsque la guerre civile américaine éclate en 1861. Il sert tout au long de la guerre, la terminant avec le grade de major breveté. Ensuite, il fréquente une école de droit et est admis au barreau. Il s'installe à Canton, dans l'Ohio, et après avoir exercé là-bas, est élu au Congrès en 1876. En 1890, il est battu pour sa réélection, mais est élu gouverneur l'année suivante, servant deux mandats de deux ans.
Avec l'aide de son conseiller proche Mark Hanna, il obtient la nomination républicaine à la présidence en 1896, au milieu d'une profonde dépression économique. Il vainc son rival démocrate, William Jennings Bryan, après une campagne dans laquelle il prône la « monnaie saine », c'est-à-dire l'étalon-or sauf s'il est modifié par un accord international. Cela contraste avec le free silver, soutenu par Bryan,.
McKinley est président pendant la guerre hispano-américaine de 1898, au cours de laquelle la victoire des États-Unis est rapide et décisive. Dans le cadre du règlement de paix, l'Espagne cède aux États-Unis ses colonies d'outre-mer de Porto Rico, de Guam et des Philippines. Avec la nation prospère, McKinley bat de nouveau Bryan lors de l'élection présidentielle de 1900. Le président McKinley est assassiné par Leon Czolgosz en septembre 1901 et est remplacé par le vice-président Theodore Roosevelt.
Dans les années qui suivent la mort de McKinley, plusieurs monuments lui sont dédiés, notamment une grande structure abritant ses restes à Canton. Un autre mémorial est construit à son lieu de naissance à Niles sous l'égide de l'Association nationale du mémorial du lieu de naissance de McKinley. Conçu par le cabinet McKim, Mead & White, le mémorial classique grec est construit en marbre de Géorgie et est inauguré en 1917. Abritant un musée, une bibliothèque et une salle de spectacle, ainsi qu'une statue de McKinley et des bustes de ses collaborateurs, il reste ouvert au public, gratuitement,.

## Préparation
La proposition du dollar commémoratif du McKinley Birthplace Memorial est faite comme levée de fonds pour la construction du site à Niles. En février 1915, le chef de l'association, Joseph G. Butler Jr. (en), rencontre le représentant de l'Ohio William A. Ashbrook, président de la Commission des monnaies, poids et mesures de la Chambre, pour proposer un dollar en argent en l'honneur de McKinley. Ashbrook est favorable, et les deux hommes rencontrent le secrétaire au Trésor William G. McAdoo et le directeur intérimaire de la Monnaie Frederic Dewey, qui ne voient aucune difficulté. En conséquence, Ashbrook présente un projet de loi lors des derniers jours du 63e Congrès, qui ne prend aucune mesure à son sujet. Lorsque le 64e Congrès ouvre ses travaux en décembre 1915, Ashbrook réintroduit son projet de loi.
Une audience a lieu devant le comité d'Ashbrook le 13 janvier 1916. À l'origine, le projet de loi prévoit l'émission de 100 000 dollars en argent en commémoration de McKinley, mais lors de l'audience, Butler demande qu'ils soient en or, déclarant : « Si vous vous souvenez, McKinley est élu en 1896 principalement sur la question de l'étalon-or ». Le dollar en or n'a pas été frappé en tant que pièce circulante depuis 1889. En réponse à une question du représentant de New York James W. Husted (en) sur le fait de savoir si un dollar en or ne serait pas trop petit pour être un souvenir, Butler a répondu : « Non, je ne le pense pas. Je pense, au contraire, qu'un dollar en argent pourrait être trop grand. Je pense que nous pouvons nous débarrasser beaucoup plus facilement de dollars en or. Monsieur Husted, et vous savez que les dollars en or sont plutôt rares en ce moment ». Ashbrook est d'accord et déclare :

« Ma compréhension est que ces dollars seraient vendus à un prix minimum de 2 dollars chacun, ce qui rapporterait un profit d'au moins 100000dollars. Je pense qu'il n'y aurait aucun problème à les écouler à ce prix. Je comprends qu'ils seraient en vente dans ce mémorial, et les visiteurs qui viendraient le voir ne quitteraient probablement pas le bâtiment sans en acheter un, et seraient prêts à payer au moins 2 dollars. Je pourrais dire à ce sujet que tout dollar en or frappé par les États-Unis vaut au moins 2 dollars en ce moment. Ils ont tous une prime, et il n'y a aucune raison pour laquelle ce dollar ne se vendrait pas pour au moins 2 dollars, voire plus. »

Le sénateur de l'Ohio, Warren G. Harding, est présent lors de la réunion du comité de la Chambre et prend la parole en faveur du projet de loi, arguant que « cette aide de la part du gouvernement fédéral ne coûterait rien de plus que la fabrication des coins ». Lorsqu'on lui dit que les coins, selon la législation, seraient aux frais de l'association, Harding a répond : « Je n'ai pas remarqué cela. Ensuite, cela ne coûte essentiellement rien au gouvernement pour rendre cet hommage et cette aide ». Le comité rend un avis favorable sur le projet de loi le 18 janvier, modifiant le projet de loi pour permettre la frappe de 100 000 dollars en or, à acheter par l'association et à vendre avec profit pour aider à construire le mémorial. Le rapport indique que les membres du comité « croient que c'est un témoignage mérité à la valeur et au service d'un grand homme qui a perdu la vie en servant notre nation en tant que chef de l'exécutif ». Le projet de loi est adopté par la Chambre le 7 février 1916, et par le Sénat le 15 février,. Il est promulgué lorsque le président Woodrow Wilson le signé le 23 février de la même année.
La loi stipule que pas plus de 100 000 pièces ne doivent être frappées, avec les lingots d'or nécessaire à acquérir sur le marché ouvert. L'association peut acheter les pièces à leur valeur nominale. La loi exige que les pièces soient frappées à la Monnaie de Philadelphie, l'une des deux seules lois habilitantes dans la série classique des pièces commémoratives, jusqu'en 1954, qui spécifie le lieu de frappe — l'émission Panama-Pacific de 1915 doit être frappée à San Francisco. La loi exige également que les coins soient détruits après la frappe, ce que les numismates Anthony Swiatek et Walter Breen remettent en question en tant que duplication des dispositions de la loi monétaire de 1873.
Les dessins sont préparés en interne à la Monnaie de Philadelphie par le graveur en chef Charles E. Barber, qui conçoit l'avers, et son assistant, George T. Morgan, qui prépare le revers. Ils ne sollicitent pas de propositions d'artistes extérieurs. L'auteur numismatique Q. David Bowers suggère que cela s'explique par le fait que le secrétaire McAdoo a recherché des non-employés pour proposer des designs pour les cinq pièces Panama–Pacific en plus de ceux préparés par Barber et ses assistants, et les graveurs de la Monnaie n'en ont préparé que deux des cinq, et cela parce que l'artiste assignée, Evelyn Beatrice Longman, est tombée malade. Lorsque les dessins McKinley sont soumis à la Commission des beaux-arts le 31 mars 1916, elle recommande des changements, bien que Don Taxay, qui le déclare, ne dise pas lesquels. Quoi qu'il en soit, aucune modification n'est apportée, et les dessins sont approuvés.

## Dessin

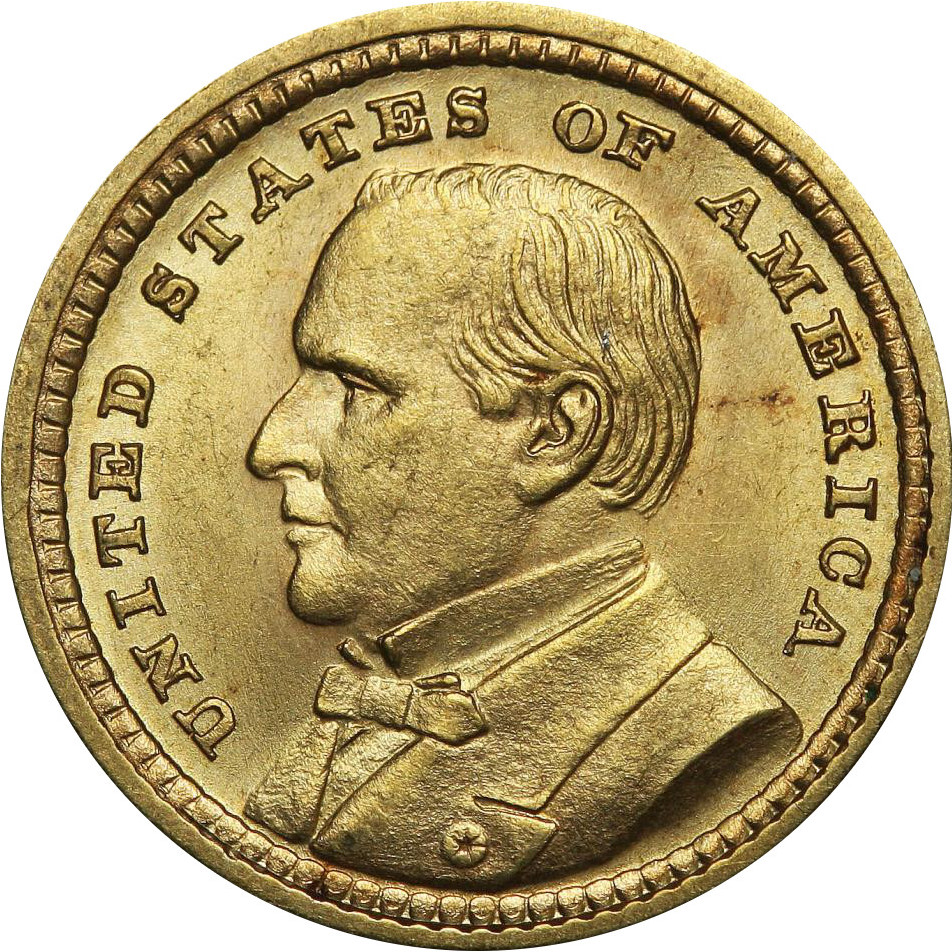
La version McKinley du dollar de l'Exposition sur l'achat de la Louisiane.

L'avers du dollar présente un buste sans ornements de McKinley, tourné vers la gauche, avec le nom du pays au-dessus et MC KINLEY DOLLAR en dessous. McKinley, qui est sur une version du dollar de l'Exposition universelle de 1904, est ainsi devenu la première personne à figurer sur deux émissions différentes de la monnaie américaine. Les pièces précédentes sont également conçues par Barber, et selon Bowers, elles présentent « une image tellement différente que l'observateur non averti ne saurait pas qu'il s'agit de la même personne ». Bowers suggère que Barber aurait peut-être essayé de créer « une version distinctivement nouvelle ». Taxay est d'accord, estimant que la « principale préoccupation de Barber semblait être de rendre le portrait de McKinley aussi différent que possible de celui sur les pièces de l'Exposition universelle de la Louisiane ».
Le revers, conçu par Morgan, est censé être une vue frontale du mémorial du lieu de naissance de McKinley à Niles, mais selon Swiatek et Breen, « la vue la plus charitable doit le caractériser comme inexact et maladroitement réalisé ». Au-dessus du bâtiment figure «McKinley Birthplace »/« Niles Ohio », et en dessous, la date et « Memorial ».
L'historien de l'art Cornelius Vermeule, dans son ouvrage sur les pièces de monnaie américaines, n'aime pas les pièces McKinley. « Quand Barber et Morgan collaborent ... les résultats sont presque toujours oppressants. Les dollars commémoratifs McKinley de 1916 et 1917 témoignent de ces jugements stylistiques, le buste non couvert à l'avers ayant un aspect insipidement romain et le bâtiment mémorial classique avec colonnes placé sur un revers trop restreint par des inscriptions trop abondantes et trop grandes ».

## Distribution et collection

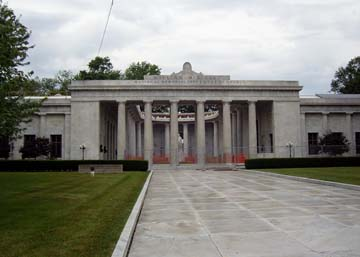
Le Mémorial national du lieu de naissance de McKinley

La Monnaie de Philadelphie frappe 20 000 dollars en or en août et octobre 1916, plus 26 exemplaires supplémentaires réservés pour inspection et tests lors de la réunion de 1917 de la commission d'analyse. En février 1917, 10 000 exemplaires supplémentaires (plus 14 pièces d'analyse) sont frappés, toujours à Philadelphie. L'association les vend au public au prix de 3 dollars chacun, le même prix que celui des pièces de l'achat de la Louisiane, qui se sont mal vendues. Les pièces commémoratives du McKinley Memorial sont mal annoncées, et peu sont vendues au prix fort. Le négociant en pièces du Texas, B. Max Mehl, achète 10 000 pièces à un prix inconnu, les vendant pendant des années à 2,50 dollars chacune.
Le Washington Post rapporte le 30 juillet 1916 que les dollars en or sont mis en circulation et sont « avalés comme souvenirs ». Néanmoins, selon Mehl dans son ouvrage de 1937 sur les pièces commémoratives, « le Comité en charge a apparemment réalisé que le nombre de collectionneurs dans le pays ne pouvait pas et ne voudrait pas absorber une émission de 100 000 pièces à 3 dollars chacune » et environ 10 000 pièces « sont cédées à un prix considérablement réduit au marchand du Texas [c'est-à-dire lui-même], qui les distribue ensuite largement parmi les collectionneurs du pays à un prix réduit ». Un total de 10 023 pièces sont retournées par le Comité à la Monnaie pour être fondues. On ne sait pas combien de chaque année le sont, car la Monnaie ne conserve pas de registres à ce sujet. Mehl estime que le Comité en a vendu 15 000 de 1916 et 5 000 de 1917, y compris la vente à lui-même, ce qui signifie qu'environ 5 000 de chaque année sont fondues. Bowers considère ces chiffres comme « probablement corrects », compte tenu des transactions personnelles de Mehl avec le Comité. Bowers calcule que le Comité vend 8 000 exemplaires de 1916 aux collectionneurs et au public, plus 7 000 à Mehl. Il estime que 2 000 pièces de 1917 sont vendues par le Comité au prix fort, plus 3 000 à Mehl. Swiatek, dans son livre de 2012 sur les pièces commémoratives, estime qu'entre un tiers et la moitié des pièces fondues sont datées de 1917.
Selon l'édition 2015 du Guide Book of United States Coins de R. S. Yeoman, la pièce de 1916 est cotée à 500 dollars en état AU-50 et à 1 850 dollars en état MS-66 presque neuf. La pièce de 1917 est répertoriée à 550 dollars en AU-50 et à 3 250 dollars en MS-66. Une pièce de 1916 en état MS-68 est vendue aux enchères par Heritage Auctions en 2009 pour 16 100 dollars.